# Шали (Горња Вијена)
Шали (фр. Châlus) насеље је и општина у централној Француској у региону Лимузен, у департману Горња Вијена која припада префектури Лимож.
По подацима из 2011. године у општини је живело 1615 становника, а густина насељености је износила 57,72 становника/km². Општина се простире на површини од 27,98 km². Налази се на средњој надморској висини од 400 метара (максималној 444 m, а минималној 310 m).

## Демографија
| 1962. | 1968. | 1975. | 1982. | 1990. | 1999. | 2011. |
| ----- | ----- | ----- | ----- | ----- | ----- | ----- |
| 2.042 | 2.163 | 2.334 | 2.074 | 1.907 | 1.759 | 1.615 |

График промене броја становника у току последњих година